# Cameraphoto Epoche
Cameraphoto Epoche è un archivio fotografico italiano, già agenzia fotografica. Dal 2014 sotto tutela del Ministero dei beni e delle attività culturali del turismo, dichiarato di interesse eccezionale culturale.

## Storia
Fondata a Venezia nel 1946 da Dino Jarach come agenzia fotografica dal nome Interfoto. Nel 1957 l’agenzia cambia in nome in Camerafoto con il passaggio di gestione a Giselda Paulon. Nel 1959 Mirko Busatto, appassionato di fotografia, rileva l’agenzia cambiandone la dicitura in Cameraphoto e avvalendosi della collaborazione dei fotografi Walter Stefani e Celio Scapin, oltre a Claudio Gallo e a Duilio Stigher. Le tematiche più richieste in questo frangente si evolvono nella cronaca, non più solo quella mondana ma anche quella economica della fabbrica e dell’industria automobilistica o quella sociale delle manifestazioni in piazza. Busatto nel 1964 lascia l’agenzia e Scapin ne prese in mano la gestione amministrativa, Stigher permase nell’attività di archiviazione oltre a quella di fotografo. Nel 1975 lasciano l’Agenzia Walter Stefani e Duilio Stigher perché assunti come cineoperatori dalla RAI del Veneto, dopo solo tre anni Celio Scapin rimane titolare unico per la prematura scomparsa di Claudio Gallo, il fotografo con più anni di attività in agenzia. Nel frattempo avevano cominciato il loro percorso in agenzia altri due giovani fotografi Vittorio Pavan e Gian Piero Codato.
A partire dal 1978 Cameraphoto, attiva fino al 1987, inizia a dedicarsi alla riproduzione di opere d’arte e alla documentazione di restauri artistici. Saranno Pavan e Codato a rilevare l’agenzia nel 1987: dopo averne curato il settore della riproduzione delle opere d’arte.
Nel 2000 Vittorio Pavan si divide dalla società divenendo l’unico proprietario dell’Archivio storico ed inizia ad occuparsi della valorizzazione e digitalizzazione dello stesso, oltre all’attività di fotografo.
Nel 2011 Pavan cerca un collaboratore, trovandolo in Carlo Pescatori che diventa, in minor parte, comproprietario dell’Archivio denominato “Cameraphoto Epoche”.
Il 21 febbraio 2014, la Regione del Veneto riconosce l’Archivio Cameraphoto Epoche di interesse locale ai sensi dell’art. 41 della L.R. 50/1984, successivamente, il 2 aprile 2014, è il Ministero dei beni e delle attività culturali del turismo a riconoscerlo di eccezionale interesse culturale ai sensi dell’art 10, comma 3, lettera e) del d.lgs. 42/04.
Il fondo è raccolto e ordinato in uno studio sito in calle del Cafetier 6661/A, ed è visitabile. Tutto il materiale trova posto dentro a scatole in cartone museale di due tipologie: rispettivamente per negativi su pellicola e per quelli su lastra in vetro. Risulta tutto schedato ed organizzato in modo tale da permettere la ricerca e l’accesso, anche grazie ad un metodo di archiviazione praticato fin dai primi anni per evidenti esigenze di reperimento.

## Archivio
La collezione di materiale fotografico comprende circa 300 000 negativi in bianco e nero su pellicola e, in parte, lastra di vetro e riunisce un ricco patrimonio originatosi a partire dal 1946, anno in cui Dino Jarach fonda a Venezia l’agenzia fotografica Interfoto.
L'archivio Cameraphoto è una testimonianza del mondo artistico, della moda, culturale, politico e sociale italiano e non solo, e della vita lagunare in particolare: alle molte vedute di Venezia e del suo territorio, si aggiungono le immagini delle stelle del cinema passate per la Mostra internazionale d'arte cinematografica di Venezia, delle personalità del mondo culturale, dei flash sulla cronaca locale.
Tra le collezioni più importanti, oltre a quelle dei personaggi del mondo del cinema, della cultura e dell'arte, anche della moda dei più grandi stilisti nazionali del dopoguerra: foto eseguite a Firenze, Roma, Milano e per Christian Dior a Venezia.

## Mostre fotografiche
- Venezia 1946-76 al Museo Ken Damy, Bologna, 1997
- Claudia Cardinale al Museo Kendamy, Milano, 1997
- L'officina del contemporaneo al Museo Fortuny, Venezia, 1997
- Volti del cinema italiano al Centro d'Arte e Cultura Brolo, Mogliano Veneto, 2002
- La scena dell'Arte al Peggy Guggenheim Collection, Venezia, 2006
- Se77anta al Centro Cultrale Forte Marghera, Mestre, 2006
- I soliti noti al Palazzo da Mula in Murano, Venezia, 2009
- Biennali alla Collezione Peggy Guggenheim, 2011
- Stelle a Venezia alla Galleria Nazionale delle Arti Straniere, Sofia, 2012
- Mostra itinerante per la Bulgaria Stelle a Venezia: Varna, Bourgas, Sliven, Plovdiv, Rousse, Stara Zagora, Kyustendil, 2012
- Antonioni il regista off-set alla Casa del Cinema, Venezia, 2012
- Contro la Bienn ale all'Ex Manifattura Tabacchi, Torino, 2012
- Costumi in scena alla Galleria La Salizada, Venezia, 2013
- Divi all'Hotel Excelsior di Venezia in occasione della Mostra del Cinema, Venezia, 2013
- L'Arte della Cronaca al Centro Candiani di Mestre, Venezia, 2015
- Big Venice alla Fondazione Willmote, Venezia, 2017
- Sessantotto alla Fondazione Willmote, Venezia, 2018
- 40 immagini dall'archivio Cameraphoto presso la galleria fotografica Art of a San Pietroburgo, Russia, 2018
- Eleganza senza tempo: Dior a Venezia a Villa Pisani, Stra, 2019
- Collezione Cinema al negozio Sisley, Venezia, 2019
- Oltre la maschera al negozio Sisley, Venezia, 2020
- Le Muse Inquiete al Padiglione Italia alla Biennale di Architettura, Venezia, 2020